# Madison Avenue
Madison Avenue – jednokierunkowa ulica na Manhattanie w Nowym Jorku. Swój początek bierze od placu Madison Square i skrzyżowania z 23. ulicą, po czym biegnie w kierunku północno-zachodnim do Madison Brigde na rzece Harlem. 
Madison Avenue pierwotnie nie była w projekcie sieci ulic Manhattanu, przedstawionym przez władze miasta w 1811. Do użytku oddano ją 1836 i nazwano na cześć czwartego prezydenta Stanów Zjednoczonych Jamesa Madisona, który zmarł w tym samym roku. Od lat dwudziestych XX wieku, kiedy przy Madison Avenue powstało wiele budynków, w których mieszczą się biura agencji reklamowych, ulica kojarzona jest głównie z tą branżą.
Przy Madison Avenue swoje sklepy posiadają między innymi Emporio Armani, Prada, Chloé, Davidoff, Dolce & Gabbana, Gucci, Calvin Klein, Victoria’s Secret, Emanuel Ungaro, Giorgio Armani, Vera Wang, Carolina Herrera i Ralph Lauren.